# Pierre de Garros
Pour les articles homonymes, voir Garros.
Pierre de Garros, en gascon Pey de Garros (édition originale de ses livres), ou Pèir de Garròs (Norme classique de l'occitan), né entre 1525 et 1530 à Lectoure (Gers) et mort à Pau entre 1581 et 1583, est un magistrat et poète gascon d'expression principalement gasconne.  

## Biographie
Pierre de Garros, né dans une famille installée depuis très longtemps à Lectoure (son père Bernard de Garros était banquier et lieutenant principal de la sénéchaussée d'Armagnac), suit les cours du collège de cette ville, puis fait des études de droit à Toulouse. En 1560, il devient protestant. En 1567, il est conseiller à la cour et siège présidial de la sénéchaussée d'Armagnac. 
En 1572, après la prise et l'occupation de Lectoure par Blaise de Monluc, commandant le parti catholique, Garros s'installe à Pau, où il est avocat à la cour souveraine de Béarn. Malgré des retours fréquents dans sa ville natale, c'est à Pau qu'il meurt, à une date indéterminée (1581 - 1583).
Son frère cadet Jean, ou Joan de Garròs, né vers le milieu du XVIe siècle, mort après 1616, a lui aussi suivi une carrière de notable (conseiller du sénéchal d'Armagnac en 1576, consul de Lectoure en 1616), et a écrit des vers gascons, dont une Pastourade gascoue (pastorale gasconne) sur la mort d'Henri IV.

## Œuvre

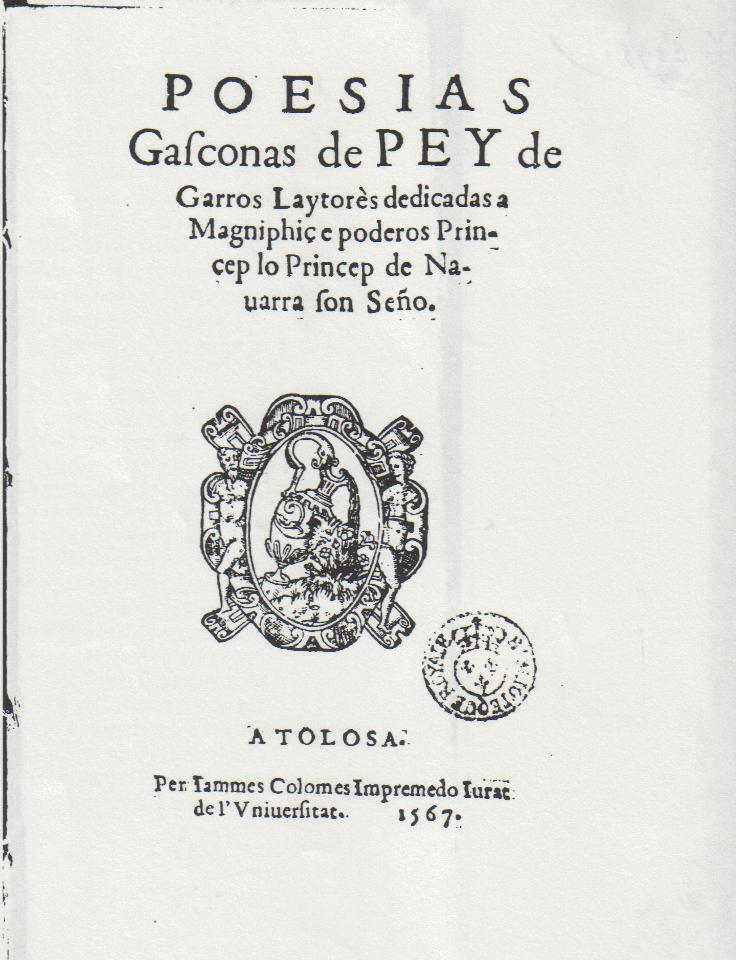

Pey de Garròs, à côté de ses occupations juridiques, se consacre à la poésie.
- En 1557, un Chant royal écrit en français lui vaut une violette aux Jeux floraux de Toulouse.

Mais l'essentiel de son œuvre est contenu dans deux livres :
- Les Psaumes de David, viratz en rythme gascoun (les Psaumes de David, traduits en vers gascons), dédiés à la reine de Navarre (1565). Il s'agit d'une traduction partielle (limitée à 58 psaumes) qui appartient à la mouvance du Psautier de Genève, mais dans un mètre différent, et sur laquelle il déclare dans sa postface avoir voulu adapter des mélodies sans pouvoir le faire, ne trouvant pas les caractères de musique nécessaires[2].
- Poesias gasconas (poésies gasconnes), dédiées à Henri de Navarre (1567). Elles sont composées de quatre parties : Vers eroics (vers héroïques),  Eglogas (églogues), Epistolas (épîtres), Cant nobiau (chant nuptial). Lire en ligne sur Gallica

Pey de Garròs a composé là le premier monument du gascon écrit, où se côtoient des registres variés et une grande invention. Ceci fait de lui le premier poète de la Renaissance gasconne, bien avant Saluste du Bartas, Arnaud de Salette, (Guillaume ou) Guilhem Ader, Jean-Géraud d'Astros - pour ne citer que les plus connus.

## Extraits
O praube liatge abusat,
Digne d'èster depaisat,
Qui lèisha per ingratitud
La lenga de la noiritud,
Per, quan tot seré plan condat,
Apréner un lengatge hardat...
(Ô pauvre génération abusée / Digne d'être chassée du pays, / Qui laisses par ingratitude / la langue de ta nourrice / Pour apprendre, tout compte fait, un langage fardé...)

(Troisième Épître)
Sus ! Anatz, hilhas de Laitora,
La nòvia qui ven arculhir,
Tornatz, gojatas, de bon'ora,
Qui la juncada vatz culir ;
Portatz pleas descas
De verduras frescas,
E quan tornaratz,
Man a man juntadas,
Gaias, enflocadas,
Ua cançon diratz.
(Sus ! Allez, filles de Lectoure, / Accueillir l'épousée qui vient ; / Revenez, filles, de bonne heure, / Qui allez cueillir la jonchée, / Portez de pleins paniers / De verdures fraîches, / Et puis, de retour, / La main dans la main, / Gaies, de fleurs parées, / Chantez vos chansons.)

(Cant Nobiau)